# Rudolf Maier (Landrat)
Rudolf Maier (* 11. Mai 1886 in Löffingen; † 19. Juni 1962 in Tuttlingen) war von 1934 bis 1939 Oberamtmann des badischen Bezirksamts Überlingen und nach dessen Umbenennung von 1939 bis 1945 Landrat des Landkreises Überlingen. Maier trat zum 1. Mai 1933 der NSDAP bei (Mitgliedsnummer 3.461.364), übernahm 1934 sein Amt von Kurt Sander und war über die Zeit des Zweiten Weltkriegs Überlinger Amtsvorstand. Sein Amtsnachfolger war Franz Illner.

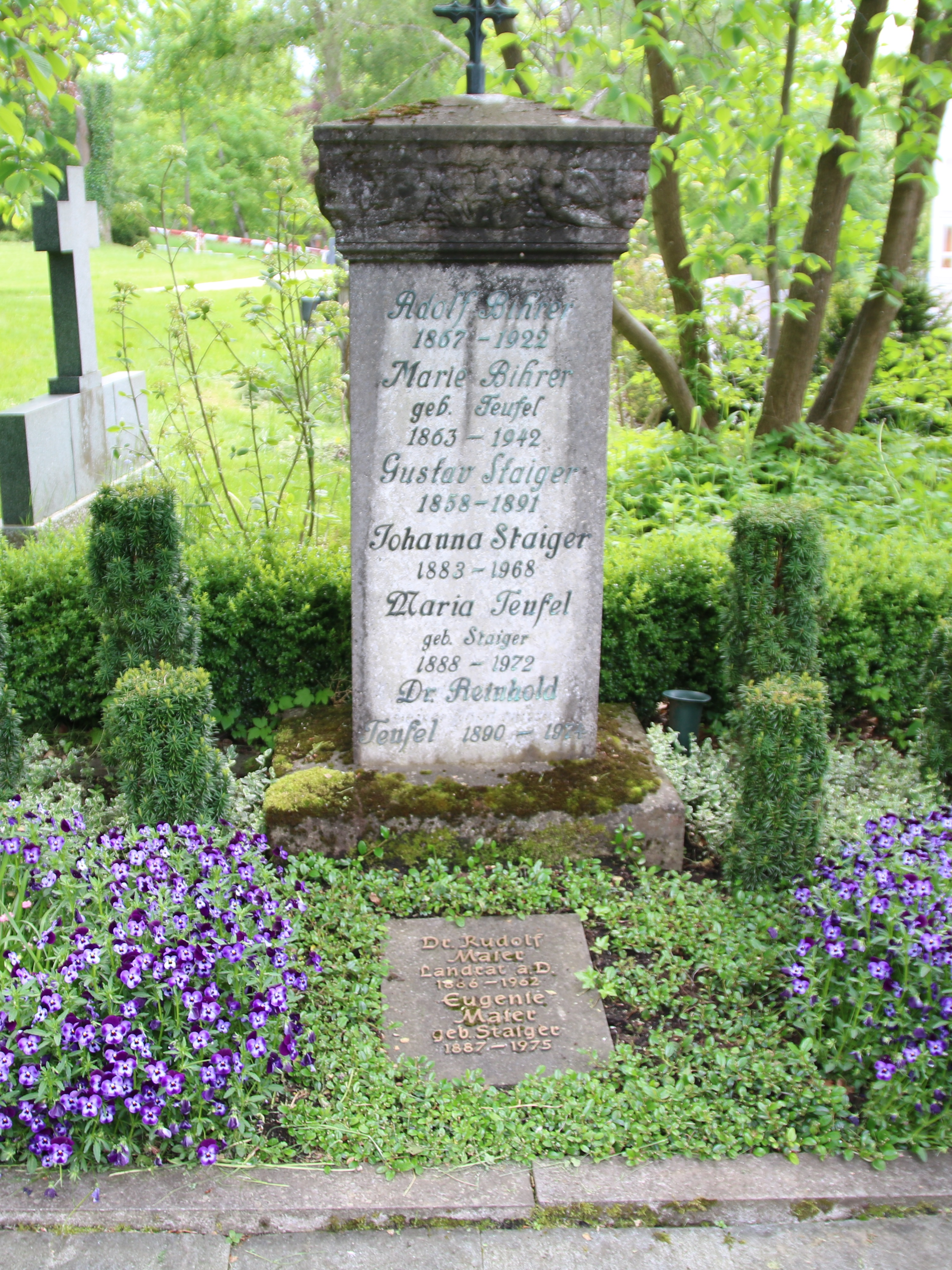
Familiengrab in Tuttlingen

In der Amtszeit des promovierten Rudolf Maier kam es 1936 zur Vereinigung der Ämter Überlingen und Pfullendorf zum Amt Überlingen, aus dem 1939 der Landkreis Überlingen entstand.
Während seines Studiums wurde er 1906 Mitglied der Burschenschaft Allemannia Heidelberg.
Der nach seinem Ruhestand in Überlingen lebende Maier war ab 1950 erster Vorsitzender des Vereins für Pfahlbau- und Heimatkunde, der das Pfahlbaumuseum Unteruhldingen leitet.
Rudolf Maier ist im Familiengrab seiner Frau Eugenie auf dem Alten Friedhof in Tuttlingen beigesetzt.